# 삼도초등학교
삼도초등학교는 대한민국 광주광역시 광산구 도덕동에 있는 공립 초등학교이다.

## 학교 연혁
- 1921년 10월 2일 도덕공립보통학교 개교
- 1938년 4월 1일 삼도공립심상소학교로 개칭[1]
- 1941년 4월 1일 삼도공립국민학교로 개칭[2]
- 1948년 4월 1일 삼도국민학교로 개칭
- 1981년 3월 10일 병설유치원 개원
- 1988년 1월 1일 광주직할시 편입
- 1993년 3월 1일 삼거분교장 편입[3]
- 1995년 2월 28일 삼거분교장 통폐합
- 1996년 3월 1일 삼도초등학교 개칭[4]
- 2002년 3월 1일 삼도남초등학교 통폐합
- 2005년 7월 16일 신축 교사로 이동
- 2019년 9월 1일 제43대 김숙자 교장 부임
- 2020년 1월 3일 제96회 졸업식 (총 5,852명 졸업생 배출)
- 2021년 1월 8일 제97회 졸업식 (총 5,857명 졸업생 배출)

## 참고 자료
- 삼도초등학교 - 한국교육학술정보원 학교알리미

## 학교 상징
- 우리 학교 꽃 - 목련 : 고결하고 우아하게 피어나는 목련처럼 자주적이고 겸손하여 포근한 감정을 갖는 사람이 되자
- 우리 학교 나무 - 향나무 : 늘 푸른 향나무처럼 어떤 어려움을 굳건히 견디고 나라와 겨레를 위해 부지런하고 씩씩하게 뻗어나가자
- 우리 학교 색 - 까치 : 울창한 숲속에서 둥지를 짓고, 삶을 살아가는 우리의 새 반가움을 주는 까치처럼 웅비의 전통을 이어나가자
- 우리 학교 새 - 녹색 : 조용히 생기 도는 아침의 빛깔처럼 활기차고 평화로운 긍지의 표상이 되자